# Herbert Müller (hockey sur gazon)
Pour les articles homonymes, voir Müller et Herbert Müller.
Herbert Müller (2 août 1904 – 9 décembre 1966) est un joueur de hockey sur gazon allemand qui a disputé les Jeux olympiques d'été de 1928.
Il a été membre de équipe d'Allemagne de hockey sur gazon, avec laquelle il a remporté la médaille de bronze. Il a joué tous les quatre matchs en tant qu'avant et a marqué deux buts.